# Ernst Falkbeer
Ernst Karl Falkbeer (Brno, 27 giugno 1819 – Vienna, 14 dicembre 1885) è stato uno scacchista austriaco.

## Biografia
Dopo aver studiato legge a Vienna, intraprese una carriera di giornalista. Essendo un sostenitore delle idee liberali, dovette lasciare Vienna in seguito ai moti rivoluzionari del 1848, e si rifugiò in Germania. Ritornato a Vienna, fu inviato come corrispondente in varie città tedesche, prima a Lipsia poi a Berlino, Dresda e Brema; durante i suoi soggiorni disputerà vari incontri con molti scacchisti, tra cui Anderssen e Dufresne.
Nel 1850 perse un match di strettissima misura (+ 15 – 16 = 0) a Vienna contro Carl Hamppe, e nel 1852 pareggiò (+ 9 – 9 = 2) contro Josef Szén.
In gennaio del 1855 fondò la prima rivista di scacchi austriaca, Wiener Schachzeitung, dirigendola per nove mesi, dopodiché si trasferì in Inghilterra, ove rimase per dieci anni. A Londra giocò due partite con Henry Bird, perdendo nel 1856 (+ 1 – 2) ma rifacendosi nel 1856/57 (+ 5 – 4 = 4). Nel torneo ad eliminazione diretta di Birmingham 1858 si classificò secondo dopo aver perso il match finale (+ 1 – 3 = 4) contro Johann Löwenthal. A Londra fu redattore del Chess Player's Chronicle e della rubrica scacchistica del Sunday Times.
Dopo essere ritornato a Vienna nel 1864, diresse per molto tempo la rivista viennese Neue Illustrierte Zeitung.
È noto soprattutto per aver ideato il controgambetto che porta il suo nome: 1. e4 e5 2. f4 d5
Verso la fine dell'Ottocento questa continuazione era molto ben valutata, tanto che Siegbert Tarrasch la considerava una vera e propria confutazione del gambetto di re. Ancora oggi rimane, comunque, una delle continuazioni più diffuse.

## Partite notevoli
- Carl Hamppe - Ernst Falkbeer, Vienna 1849, Viennese gambetto Horwitz C26, 0-1, su chessgames.com.
- Ernst Falkbeer - Adolf Anderssen, Berlino 1851, Viennese C25, 1-0, su chessgames.com.
- Ernst Falkbeer - Henry Bird, match Londra 1856, difesa moderna B06, 1-0, su chessgames.com.
- Ernst Falkbeer - Johann Löwenthal, Birmingham 1858, Viennese var. Spielmann C26, 1-0, su chessgames.com.